# Museo de la Basura
El Museo de la Basura en Morón se dedica a la promoción ambiental, al desarrollo social y al trabajo cooperativo. Fue inaugurado el 16 de abril de 2016. Es el primero espacio museológico del mundo en dedicarse a estas tres temáticas. Es el segundo museo de este tipo en Latinoamérica junto al de Bogotá.

## Historia
Fue creado por una asociación civil sin fines de lucro de Argentina que desde el año 2008 realiza trabajos territoriales con programas de inclusión social y promoción ambiental con niños, jóvenes y adultos. Promueve la recuperación de los desechos reciclables entendiéndolos como recursos de gran valor. Acompañan a cooperativas y espacios de promoción ambiental en diferentes ciudades del país. 

## Exhibiciones
La exposición está conformada por Islas (instalaciones) que proponen a los visitantes conocer su propia historia a través de los residuos y los objetos que alguna vez desechó (o desechará) a lo largo de su vida, encontrando un nuevo vínculo con los mismos:
- Basura y reciclables
- El Barrio de las Ranas (historia del tratamiento de los residuos desde el inicio de la civilización hasta la creación de la CEAMSE en Buenos Aires).
- Recuerdos Desechados (fotomontaje)
- El Ala de la Muerte (la basura y los totalitarismos)
- Historia de la Trasmisión y el Almacenamiento del Sonido
- Desarrollo de la Telefonía en la Argentina
- Minería y RAEE (Residuos de Aparatos Eléctricos y Electrónicos)
- La Energía Eléctrica (generadores de energía)
- Cooperativas de clasificación de Materiales Reciclables
- La niñez a la Basura
- Sororidad –panel bidimensional intervenido por el “Consejo de Mujeres Empoderadas” contra la violencia de género.
- Valorización de los desechos (transformación y reciclado)

## Actividades
El Museo posee un espacio lúdico práctico, donde a través del juego y la acción directa los visitantes pueden aprender cómo proteger y fortalecer al ambiente desde su propia casa. Entendiendo de que se trata el trabajo de los recuperadores y clasificadores urbanos.
- La Gran Bolsa de Basura: Juego que nos permite analizar que materiales componen nuestros residuos y aprender cual es la forma correcta de tratarlos.
- Cooperativa y Cooperativistas: Juego donde se emula el trabajo en una Cooperativa de Recuperadores Urbanos con una cinta de clasificación de materiales reciclables, donde se analizan cada uno de los materiales y la importancia del trabajo en equipo.
- Talleres de Transformación de Materiales: Espacio donde se promueven técnicas sencillas de valorización de los residuos.